# Челик, Иззет
Иззет Челик (тур. İzzet Çelik; род. 20 июня 2004, Адана или Юрегир, Адана) — турецкий футболист, полузащитник клуба «Адана Демирспор».

## Клубная карьера
Челик — воспитанник клуба «Адана Демирспор» из своего родного города. 25 октября 2020 года в матче против «Бандирмаспора» он дебютировал в Первой лиге Турции. По итогам сезона Челик помог клубу выйти в элиту. 25 сентября 2021 года в матче против «Газиантепа» он дебютировал в турецкой Суперлиге. В 2022 году для получения игровой практики Челик на правах аренды выступал за «Диярбакырспор».